# Lymnas melander
Lymnas melander är en fjärilsart som beskrevs av Pieter Cramer 1785. Lymnas melander ingår i släktet Lymnas och familjen Riodinidae. Inga underarter finns listade i Catalogue of Life.